# Kriminalkanalen
Kriminalkanalen.se startades av TV4-gruppen i februari 2009 som en del av företagets satsning på kriminaljournalistik. Tongivande journalister för sajten var Johan Stambro och Daniel Alsén, båda anställda på TV4-nyheterna. Stambro är också ansvarig utgivare.
Sajten innehöll bland annat egna granskningar och bevakning av större rättegångar. Det fanns också ett stort videoarkiv med nyhetsinslag om uppmärksammade svenska brott.
Den 20 april 2009 startar TV4 kriminalprogrammet Misstänkt. Enligt ett pressmeddelande från företaget skulle Lasse Bengtsson vara programledare och Kriminalkanalen ska vara motorn i programmets nyhetsarbete.
Den 15 juni 2009 lades sajten "på is", med motiveringen att det inte funnits "tillräckliga resurser" .